# Uwe Storjohann
Uwe Storjohann (* 22. November 1925 in Hamburg; † 24. Januar 2021) war ein deutscher Autor (Dramaturg), Hörfunkredakteur und Hörspielregisseur.

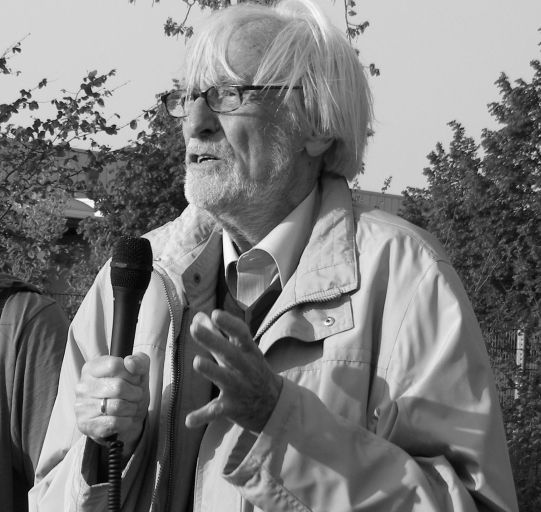

## Leben und Wirken
Storjohann besuchte zuerst die Jahnschule in Hamburg, an der auch sein Vater als Lehrer arbeitete. Dann wechselte er an die benachbarte Bismarck-Oberrealschule. Während seiner Gymnasialzeit war er als Theaterstatist tätig und gehörte zur Hamburger Swing-Jugend. 1941 nahm er an deren subversiver Begrüßung des vermeintlichen „Reichsstatistenführers“ Möllendorf teil. Ende 1944 wurde er zur Wehrmacht eingezogeN und wurde als Funker in der Graf-Goltz-Kaserne eingesetzt. In den letzten Kriegstagen desertierte er und hielt sich bis zur Befreiung versteckt. Über seine Erlebnisse als Swingjugendlicher, Soldat und Deserteur berichtete er in den letzten 20 Jahren seines Lebens als Zeitzeuge an Schulen und bei Gedenkveranstaltungen in Hamburg.
Storjohann studierte in der Nachkriegszeit, um dann als Schauspieler und Opernsänger tätig zu sein. Zunächst als freier Mitarbeiter, dann beim NDR angestellt, führte er Regie in zahlreichen Hörspielen. Daneben verfasste er mehrere Theaterspiele; zudem richtete er Werke der Literatur dramaturgisch für den Hörfunk ein. Als Radioredakteur leitete er bis 1990 den NDR-Schulfunk; seine Sendereihen zur deutschen Geschichte waren vielbeachtet.
In seiner Autobiographie (Hauptsache überleben) berichtete Storjohann von den Auseinandersetzungen zwischen der Swingjugend und den Nazis.

## Schriften
- ‹Hauptsache: Überleben›: eine Jugend im Krieg 1936 - 1945 Hamburg, Dölling und Galitz, 1993